# Пальвинская, Валентина Дмитриевна
Валентина Дмитриевна Пальвинская (1 сентября 1929, Петриков, Белорусская ССР — 31 августа 2006, Орёл) — советская певица, педагог, народная артистка РСФСР.

## Биография
Валентина Дмитриевна Пальвинская родилась 1 сентября 1929 года в городе Петриков Белорусской ССР. Участница художественной самодеятельности.
В 1953—1958 годах была солисткой Белорусского народного хора. Во время выступления в Москве на молодую солистку обратила внимание знаменитая русская певица и педагог И. П. Яунзен и предложила ей заниматься вокалом в Московских художественных мастерских.
В 1958—1963 годах выступала в хоре русской песни Смоленска.
В 1963—1985 годах работала в Смоленской филармонии. Одновременно работала в «Росконцерте», гастролировала с Государственным национальным оркестром русских народных инструментов имени Осипова, с Русским народным хором имени М. Е. Пятницкого и другими коллективами. В репертуаре были старинные белорусские и русские народные песни, песни советских композиторов, старинный русский романс.
В 1985 году переехала к дочери в Орёл. В 1985—1995 годах служила в Орловской государственной филармонии. С 1998 года до конца жизни занималась педагогической деятельностью в Орловской хоровой школе и Орловском музыкальном училище.
Сотрудничала с композиторами В. Темновым, Г. Пономаренко, Е. Дербенко.

## Семья
- Дочь — Жанна Пальвинская.

## Награды и премии
- Лауреат VI Всемирного фестиваля молодёжи и студентов (1957).
- Заслуженная артистка РСФСР (1962).
- Народная артистка РСФСР (1979).